# Noworosja

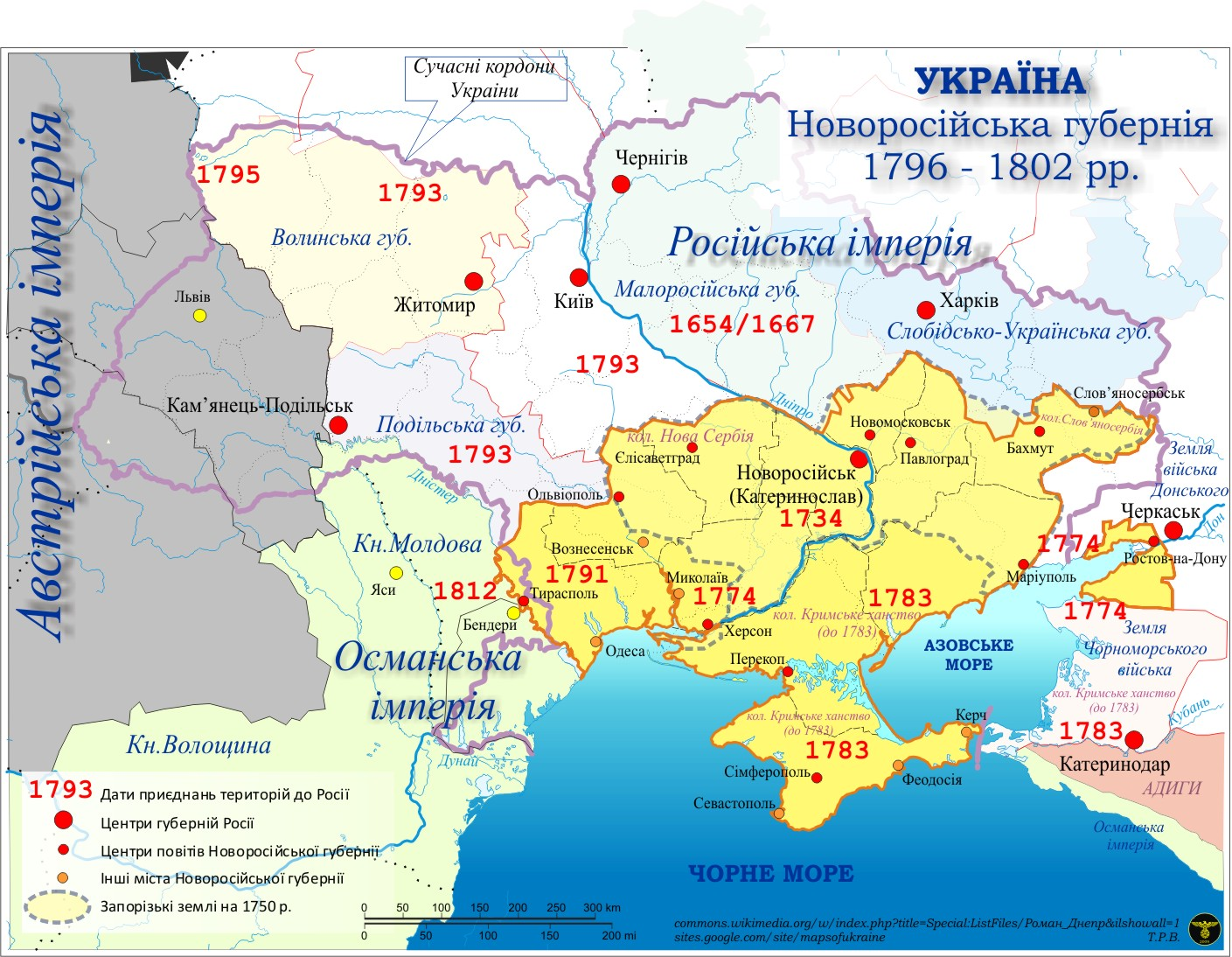
Gubernia noworosyjska 1800 na tle zmian granic Imperium Rosyjskiego

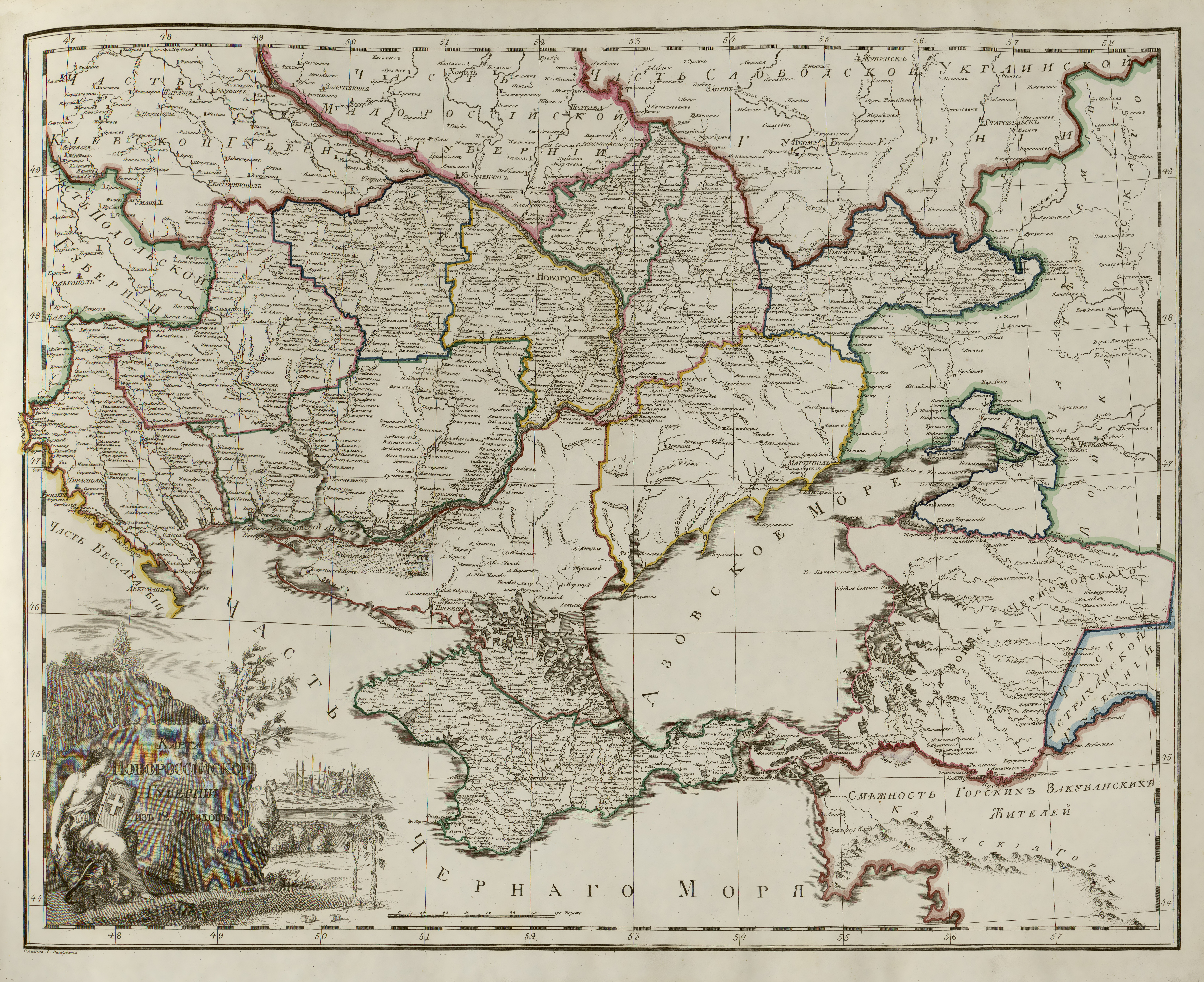
Mapa guberni noworosyjskiej z 1800 r.

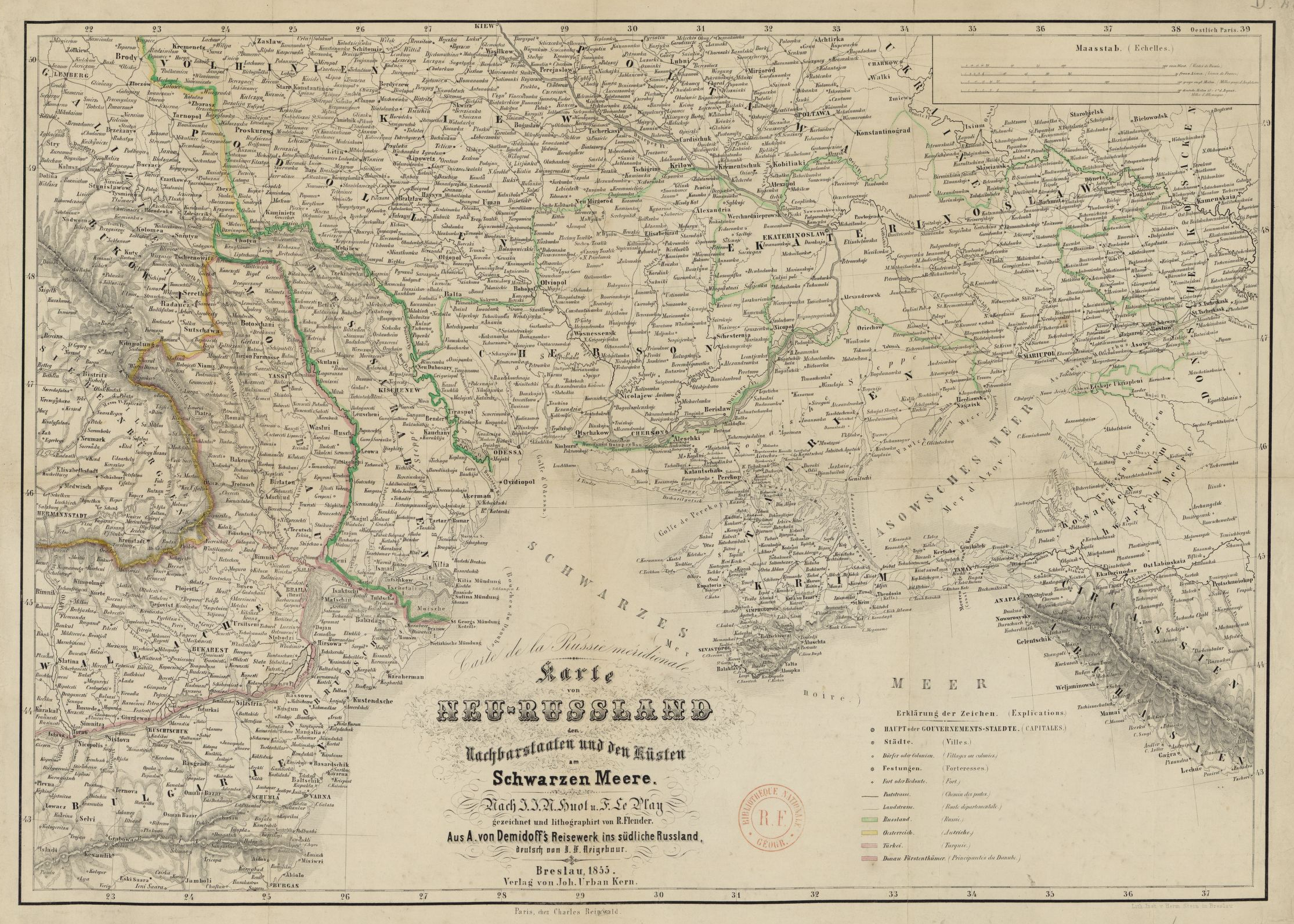
Niemiecka mapa Noworosji z 1855 r.

Noworosja również kraj noworosyjski (ukr. Новоросія, ros. Новороссия), potocznie: Nowa Rosja i Nowa Ruś – kraina historyczna na terenie dzisiejszej południowo-wschodniej Ukrainy, Mołdawii, separatystycznego Naddniestrza oraz południowo-zachodniej Rosji. Termin Noworosja wprowadzony został w XVIII wieku w Imperium Rosyjskim na określenie zdobytego w wojnach z Turcją obszaru dawnych Dzikich Pól, położonych pomiędzy dolnym Dniestrem, Morzami Czarnym i Azowskim a południową granicą Małorosji i Rzeczypospolitej sprzed 1793 roku. Na terytorium tym istniała w latach 1764–1783 i 1796–1802 gubernia noworosyjska, podzielona w 1802 roku na gubernie jekaterynosławską, chersońską (1802–1803 – mikołajowską) i taurydzką. W latach 1822–1874 gubernie te tworzyły wraz z gubernią besarabską generał-gubernatorstwo noworosyjsko-besarabskie. Nazwy Noworosja i kraj noworosyjski przestały być używane publicznie po rewolucji lutowej i obaleniu caratu w roku 1917, pomimo późniejszych prób ich przywrócenia. Do takich prób należał utworzony w 1919 roku „biały” obwód noworosyjski, zlikwidowany przez bolszewików w 1920 roku. W czasie wojny w Donbasie samozwańcze Doniecka Republika Ludowa i Ługańska Republika Ludowa proklamowały w 2014 roku powstanie efemerycznej konfederacji pod nazwą Federacyjna Republika Noworosji, która przestała istnieć 20 maja 2015.

## Etymologia
Nazwa Noworosja została wprowadzona w Rosji w XVIII wieku i oznaczała tyle co „nową Rosję”, czyli nowe rosyjskie ziemie zdobyte w wojnie z Turcją. Jako nazwa rosyjskiego regionu administracyjnego została nadana osobiście przez carycę Katarzynę II w 1764 roku. Nazwa miała nawiązywać do starych rozległych regionów Małorosji i Wielkorosji. Rosyjskie odpowiedniki nazwy to: Новороссия (Noworossija) i Новороссийский край (Noworossijskij kraj), nieoficjalnie również Новая Россия (Nowaja Rossija) i Новая Русь (Nowaja Rus).

## Historia użycia nazwy

### Gubernia noworosyjska

#### I gubernia noworosyjska (1764–1783)

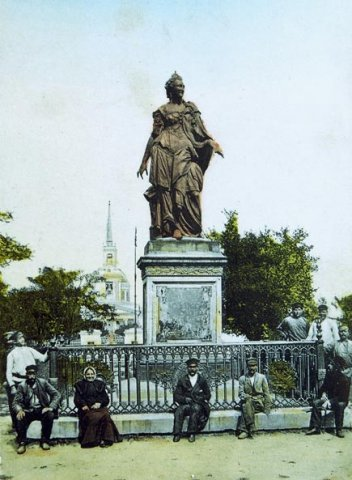
Pomnik Katarzyny II w Jekaterynosławiu, stolicy guberni noworosyjskiej. W latach 1796–1802 miasto nazywane było Noworosyjskiem. Pomnik zburzono w 1920, a nazwę miasta zmieniono w 1926 na Dniepropetrowsk. Obecnie miasto Dniepr (Dnipro)

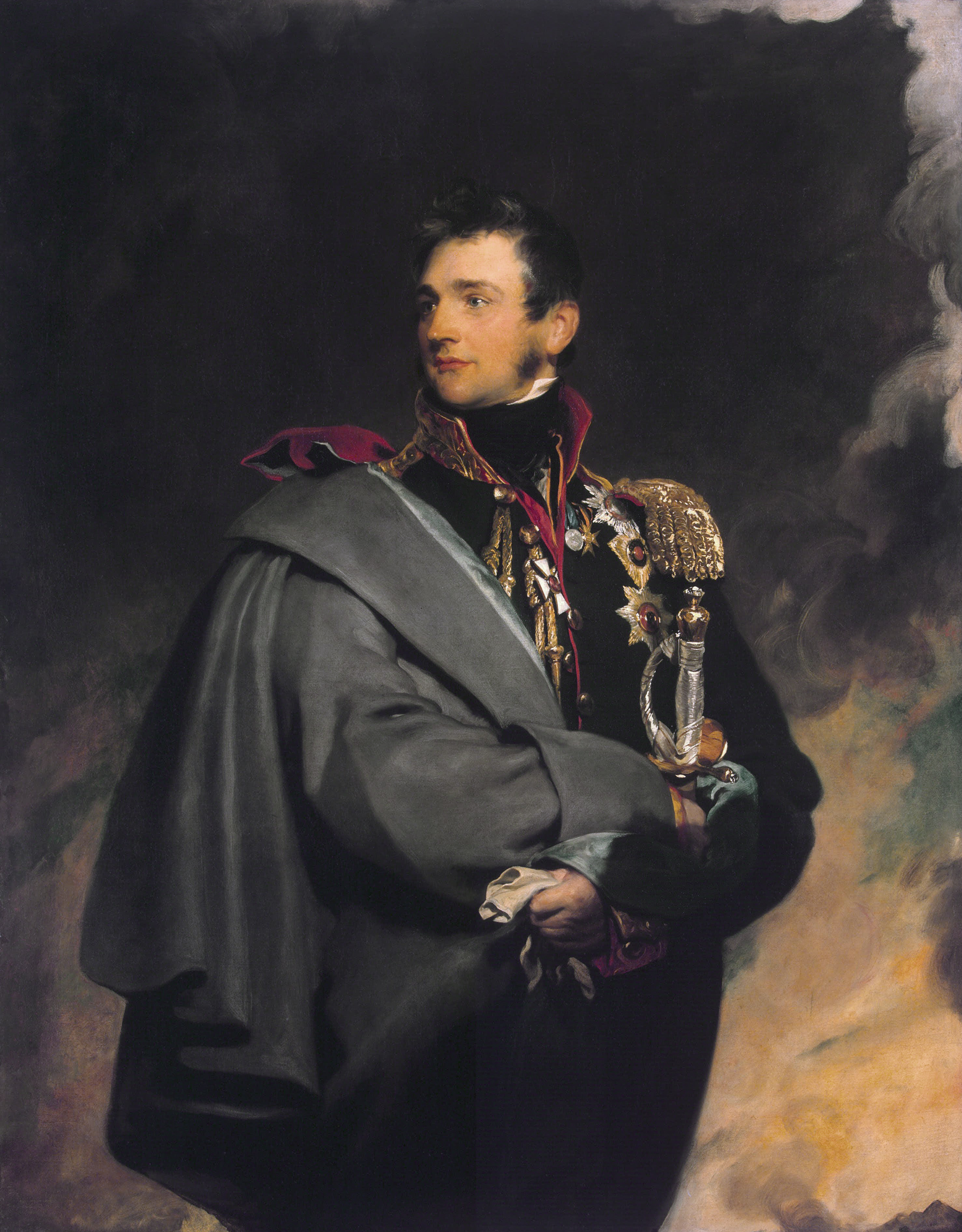
Michaił Woroncow – najdłużej urzędujący generał-gubernator Noworosji (w latach 1822–1854)

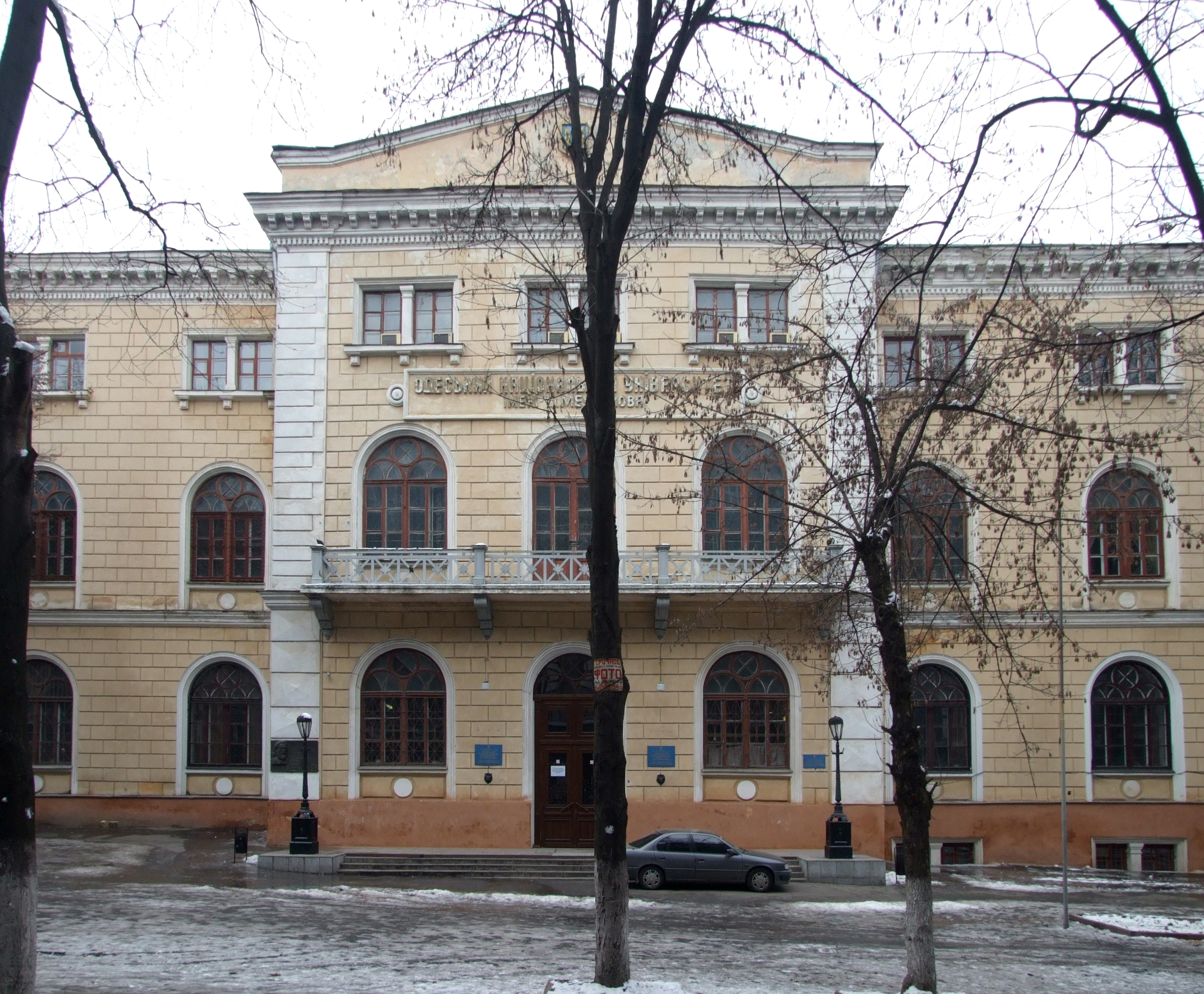
Uniwersytet Noworosyjski, w 1917 przemianowany na Uniwersytet Odeski

Pod koniec XV wieku na północnych rubieżach późniejszej Noworosji zaczęło się formować zaporoskie osadnictwo kozackie, a w latach 70. XVI wieku osadnictwo kozaków dońskich w okolicach rzeki Doniec. W 1751 r. rozpoczęło się na tych terenach organizowane przez carat osadnictwo serbskie w Nowej Serbii ze stolicą w Nowomirhorodzie, a w 1752 r. również w Słowiano-Serbii ze stolicą w Bachmucie. W 1762 r. Katarzyna II ogłosiła manifest, w którym wzywała zagranicznych kolonistów do zamieszkania w Noworosji, gwarantując zwolnienie z podatków i wolność religii. Apele te zachęciły do osadnictwa przede wszystkim Mołdawian (zachód guberni chersońskiej, między Dniestrem a Bohem), Bułgarów i Greków (wybrzeże Morza Czarnego i ujezd mariupolski), Niemców czarnomorskich (regularne rozsiedlenie na terenie całej Noworosji, z podziałem na luteran, katolików i mennonitów), Żydów (początkowo tylko namiestnictwo jekaterynosławskie i Tauryda, później cała Noworosja bez Mikołajowa i Sewastopola).
W 1764 r. ukazem Katarzyny II została oficjalnie ustanowiona gubernia noworosyjska. W skład guberni weszły wszystkie husarskie pułki nowoserbskiego korpusu wojskowego, Słowiano-Serbia i linia ukraińska. Wojskowe władze guberni początkowo rezydowały w Twierdzy Świętej Jelizawety w Jelizawietgradzie. Pierwszą oficjalną stolicą guberni został w 1765 Krzemieńczuk, następnie Jekaterynosław (w latach 1796–1802 Noworosyjsk, w latach 1926–2016 Dniepropetrowsk, obecnie Dniepr). W przeciągu istnienia I guberni noworosyjskiej przeprowadzono w niej cztery reformy administracyjne. Początkowo, do 26 marca 1765 r. gubernia dzieliła się na 7 pułków wojskowych: 1. Dnieprowy Pułk Pikinierski (bachmucki, słowiano-serbski, liniowy), 2. Doniecki Pułk Pikinierski (bachmucki, słowiano-serbski, liniowy), 3. Jelizawetgradzki Pułk Pikinierski (kozacki, nowosłobodzki), 4. Żółty Pułk Husarski (nowoserbski), 5. Ługański Pułk Pikinierski (bachmucki, słowiano-serbski, liniowy), 6. Samarski Pułk Husarski (mołdawski) i 7. Czarny Pułk Husarski (nowoserbski). Od 26 marca 1765 r. gubernia dzieliła się na trzy prowincje: bachmucką (Słowiano-Serbia), jekateryńską i jelizawetgradzką.
Gubernia noworosyjska uległa powiększeniu po zdobyciu Chanatu Krymskiego w 1774 r. i likwidacji Siczy Zaporoskiej 3 sierpnia 1775 r. W latach 1775–1777 w skład guberni włączono prowincję chersońską i prawobrzeżną część Siczy. Jednocześnie znajdująca się do tej pory w granicach Noworosji prowincja bachmucka została włączona w skład guberni azowskiej. Dnia 1 stycznia 1776 r. wprowadzono podział na 4 prowincje (jelizawetgradzką, połtawską, słowiańską i chersońską) oraz 12 ujezdów. Ostatnia reforma administracyjna z 1 stycznia 1783 r. wprowadzała podział na 4 prowincje (jelizawetgradzką, połtawską, mikołajowską i chersońską) oraz 12 ujezdów. W 1783 r. gubernia noworosyjska została zlikwidowana, a jej ziemie – wraz z nowo przyłączonym Chanatem Krymskim – włączono w skład namiestnictwa jekaterynosławskiego (1783-1796).
W 1785 r. Katarzyna II wydała ukaz, znoszący w Noworosji pańszczyznę, co miało sprzyjać osiedlaniu się na tym terenie wolnych chłopów oraz żołnierzy, którzy zakończyli służbę. Znaczna część ziem noworosyjskich została nadana lojalnej wobec Rosji kozackiej starszyźnie zaporoskiej i rosyjskiemu dworiaństwu (m.in. faworytom Katarzyny – ostatniemu hetmanowi wojska zaporoskiego Cyrylowi Razumowskiemu i Grigorijowi Potiomkinowi, Aleksandrowi Prozorowskiemu i Aleksandrowi Wiaziemskiemu). Rozpoczęło się intensywne osadnictwo chłopów ukraińskich z terytorium Ukrainy Prawobrzeżnej, którzy zdominowali wieś. W miastach do początku XX w. dominowała ludność rosyjska.

#### II gubernia noworosyjska (1796–1802)
W trakcie panowania cara Pawła I gubernia noworosyjska została ponownie utworzona w 1796 r. na ziemiach byłych namiestnictw jekaterynosławskiego i wozniesieńskiego oraz obwodu taurydzkiego. W jej skład wchodziło w sumie 19 ujezdów. W 1802 r. gubernia noworosyjska została podzielona na gubernie jekaterynosławską, chersońską (1802-1803 – mikołajowską) i taurydzką.
Pod koniec XVIII w. zostają uruchomione pierwsze typografie na terenie Noworosji. Do najstarszych należały: prywatna typografia Michaiła Strelbickiego w Dubosarach (1792) oraz miejska Typografia Jekaterynosławska (1793, w latach 1796–1802 zwana Noworosyjską). Wśród noworosyjskich publikacji w XVIII w. przeważały druki urzędowe, kalendarze i pisma religijne. Literatura piękna była wydawana rzadko. Brakowało miejscowych publikacji specjalistycznych. Wszystkie XVIII. wieczne publikacje noworosyjskie zostały sporządzone wyłącznie w języku rosyjskim lub mołdawskim (rumuńskim).

### Generał-gubernatorstwo noworosyjsko-besarabskie (1822–1874)
Od dnia 23 maja 1822 gubernie jekaterynosławska, chersońska i taurydzka wraz z obwodem besarabskim (od 1873 gubernią) tworzyły generał-gubernatorstwo noworosyjsko-besarabskie, istniejące do 1874. Stolica generał-gubernatorstwa mieściła się w Odessie. Znaczny wkład w unowocześnienie Noworosji miał pierwszy długoletni generał-gubernator Michaił Woroncow. Uporządkował handel, gospodarkę rolną i leśną regionu, zorganizował winnice na Krymie, rozbudował sieć dróg i stworzył dogodny klimat dla inwestycji. W 1828 r. powołał Towarzystwo Gospodarki Rolnej Południowej Rosji z siedzibą w Odessie. Za jego urzędowania doszło do ogólnego rozwoju gospodarczego regionu, który szczególnie silnie przejawił się w Odessie i na Krymie. Odessa stała się głównym ośrodkiem politycznym, handlowym i kulturowym całej Noworosji.
W latach 40. XIX wieku doszło do intensyfikacji badań nad kulturą i historią Noworosji. Prekursorami w tym zakresie byli m.in. Polacy Apollo Skalkowski i Michał Wolski. Skalkowski zasłynął jako autor kilkutomowych dzieł, m.in. Przeglądu chronologicznego historii kraju noworosyjskiego (1836–1838) raz Próby statystycznego opisu kraju noworosyjskiego (1850–1853). Wolski był autorem Szkicu historii handlu zbożowego kraju noworosyjskiego (1857). Z Rosjan należy wymienić Aleksandra Tereszczenkę, autora m.in. Szkiców kraju noworosyjskiego (1854) oraz Filippa Bruna, autora rozlicznych prac z zakresu historii i geografii Noworosji. Pojawił się cały szereg lokalnych publikacji specjalistycznych. W 1865 r. otwarto Cesarski Noworosyjski Uniwersytet w Odessie, po rewolucji w 1917 roku przemianowany na Odeski Uniwersytet Państwowy.

### Kraj noworosyjski (1874–1917)
Po 1874 roku w znaczeniu ścisłym krajem noworosyjskim nazywano ziemie byłego noworosyjsko-besarabskiego generał-gubernatorstwa bez guberni besarabskiej i Półwyspu Krymskiego. W szerokim znaczeniu do Noworosji zaliczano niekiedy: obwód Wojska Dońskiego, Krym, gubernię stawropolską i gubernię besarabską. Noworosja tym samym obejmowała część terenów dzisiejszej Ukrainy (obwód doniecki, dniepropietrowski, zaporoski, mikołajowski, chersoński i odeski), Mołdawii i separatystycznego Naddniestrza oraz Rosji (Kraj Krasnodarski, Kraj Stawropolski, Adygeja, obwód rostowski). Na północ od Noworosji znajdowała się Małorosja, a na północny wschód Wielkorosja.

### Obwód noworosyjski (1919–1920)
W trakcie wojny domowej w Rosji, w okresie od 25 sierpnia 1919 do 27 marca 1920 r. na terenie byłego kraju noworosyjskiego działał noworosyjski obwód wojskowy podlegający bezpośrednio Siłom Zbrojnym Południa Rosji. Nazwy Noworosja i Małorosja były następnie konsekwentnie zwalczane w ZSRR i Ukraińskiej SRR, poza publikacjami o charakterze ściśle historycznym.

## Demografia
Tereny Noworosji były od czasów starożytnych zamieszkiwane przez wiele ludów różnego pochodzenia (m.in. Kimerowie, Sarmaci, Scytowie, Goci, Hunowie, Alanowie, Awarowie). Część z nich została zasymilowana z później przybyłymi ludami, część opuściła tereny Noworosji. W średniowieczu Noworosję zamieszkiwały słowiańskie plemiona: Bużanów, Tywerców i Uliczy, wyparte następnie na północny zachód przez Madziarów. Kolejnymi ludami byli Chazarowie, Pieczyngowie i Połowcy. W 1222 r. dochodzi do pierwszego najazdu tatarskiego, a ok. 1260 r. do utworzenia na tych terenach Złotej Ordy i osadnictwa tatarskiego. Pod koniec XV wieku na północnych rubieżach Noworosji formuje się zaporoskie osadnictwo kozackie, a od XVI wieku na północnym wschodzie również dońskie osadnictwo kozackie. Trwale w dziejach regionu zapisali się: Bułgarzy, Grecy, Karaimi, Mołdawianie, Ormianie, Rosjanie, Tatarzy krymscy, Ukraińcy oraz Żydzi aszkenazyjscy i chazarscy. Tereny Noworosji, czyli dawne Dzikie Pola, były do końca XVIII wieku zaludnione w niewielkim stopniu.
Na podstawie pierwszego Spisu Powszechnego Imperium Rosyjskiego i zastosowanej w nim deklaracji języka ojczystego gubernie Noworosji w 1897 roku zamieszkiwali: Ukraińcy / Małorusini (68,9% ludności guberni jekaterynosławskiej, 53,9% guberni chersońskiej, 42,2% guberni taurydzkiej, 19,6% guberni besarabskiej), Rosjanie / Wielkorusini (27% guberni taurydzkiej, 21% chersońskiej, 17,3% jekaterynosławskiej i 8% besarabskiej), Żydzi (11,8% chersońskiej, 11,8% besarabskiej, 4,7% jekaterynosławskiej, 3,8% taurydzkiej), Mołdawianie (47,6% besarabskiej, 5,4% chersońskiej), Tatarzy krymscy (13,6% guberni taurydzkiej), Niemcy (5,4% taurydzkiej, 4,5% chersońskiej, 3,8% jekaterynosławskiej, 3,1% besarabskiej).

## Pojęcie Noworosji współcześnie
Nazwa ponownie zaczęła być używana w publicystyce i języku potocznym wraz z rozpadem ZSRR, powstaniem niepodległego państwa ukraińskiego ze znaczącą mniejszością rosyjską i nasileniem się prorosyjskich nastrojów secesyjnych na Krymie w 1991 r. Po pomarańczowej rewolucji Rosja zaczęła wspierać separatyzm mniejszości rosyjskiej na terenie Ukrainy i Partię Regionów Wiktora Janukowycza, jako instrument decentralizacji Ukrainy i separatyzmu rosyjskiego. W czasie rewolucji Euromajdanu na Ukrainie w 2014 r. powołano Partię „Noworosja”, a następnie samozwańcze Doniecka Republika Ludowa i Ługańska Republika Ludowa proklamowały powstanie separatystycznej konfederacji pod nazwą Federacyjna Republika Noworosji. Zaangażowanie zbrojne Rosji doprowadziło do wybuchu wojny w Donbasie i czasowych zamieszek separatystów rosyjskich na południowo-wschodniej Ukrainie (Charków, Dniepropietrowsk, Odessa). W 2015 po podpisaniu protokołu mińskiego i wynikającego z niego zawieszenia broni, funkcjonowanie Federacyjnej Republiki Noworosji zostało zawieszone na czas nieograniczony.